# Serguéi Surovikin
Serguéi Vladímirovich Surovikin (en ruso: Сергей Владимирович Суровикин; Novosibirsk, 11 de octubre de 1966) es un general de las Fuerzas Armadas de Rusia y comandante de las Fuerzas Aeroespaciales. Fue el encargado de crear la Policía Militar Rusa, una nueva organización dentro del Ejército ruso. Surovikin comandó el Distrito Militar Oriental entre 2013 y 2017, y fue presentado a los medios de comunicación como comandante del Grupo de Fuerzas en Siria en la intervención militar rusa en la guerra civil siria.

## Servicio militar
Surovikin nació el 11 de octubre de 1966 en Novosibirsk. En 1987, Surovikin se graduó en la Escuela Superior de Mando Militar de Omsk. Fue enviado a una unidad Spetsnaz y sirvió en la guerra afgano-soviética.
En agosto de 1991, era capitán y comandante del 1er Batallón de Fusileros de la 2.ª División de Fusileros Motorizados de la Guardia «Tamánskaya». Durante el intento de golpe de Estado de agosto de 1991, Surovikin recibió la orden de enviar a su batallón al túnel del Anillo de Jardines, donde murieron tres manifestantes. Tras el fracaso del golpe, Surovikin fue detenido y mantenido bajo investigación durante siete meses. Sin embargo, los cargos fueron retirados el 10 de diciembre porque Borís Yeltsin llegó a la conclusión de que Surovikin solo cumplía órdenes. Posteriormente fue ascendido al rango de mayor.
Surovikin asistió a la Academia Militar Frunze. En septiembre de 1995, fue condenado a un año de libertad condicional por el tribunal militar de la guarnición de Moscú por venta ilegal de armas. La condena fue anulada después de que la investigación concluyera que Surovikin había accedido a regalar a un compañero de estudios una pistola para que la utilizara en una competición, desconociendo su finalidad. En 1995, se graduó en la Academia Militar Frunze. Surovikin fue enviado a Tayikistán y allí comandó un batallón motorizado de fusileros. A continuación, se convirtió en jefe de Estado Mayor del 92.º Regimiento Motorizado de Fusileros, jefe de Estado Mayor y comandante del 149.º Regimiento Motorizado de Fusileros de la Guardia y jefe de Estado Mayor de la 201.ª División Motorizada de Fusileros.
En 2002, se graduó en la Academia Militar del Estado Mayor. Se convirtió en comandante de la 34.ª División Motorizada de Fusileros en Ekaterimburgo. En marzo de 2004, Surovikin fue acusado por el teniente coronel Viktor Chibizov de haberle golpeado por votar al candidato equivocado. En abril, el coronel Andréi Shtakal, subcomandante de armamento de la división, se suicidó en presencia de Surovikin y del subcomandante del distrito tras ser criticado por Surovikin. En ambos casos, un fiscal militar no encontró pruebas de culpabilidad.
A partir de junio de 2004, dirigió la 42.ª División Motorizada de Fusileros de la Guardia, destacada en Chechenia. A partir de 2005, fue jefe de Estado Mayor del 20.º Ejército de la Guardia. En abril de 2008, se convirtió en comandante del ejército. En noviembre de 2008, se convirtió en jefe de la Dirección de Operaciones Principales del Estado Mayor. En enero de 2010, se convirtió en jefe de Estado Mayor del Distrito Militar del Volga-Ural, que pronto pasó a formar parte del Distrito Militar Central.
Desde noviembre de 2011, dirigió el grupo de trabajo encargado de la creación de la policía militar. En octubre de 2012, se convirtió en el jefe del Estado Mayor del Distrito Militar del Este. En octubre de 2013, fue nombrado comandante del distrito. El 13 de diciembre, fue ascendido al rango de coronel general.

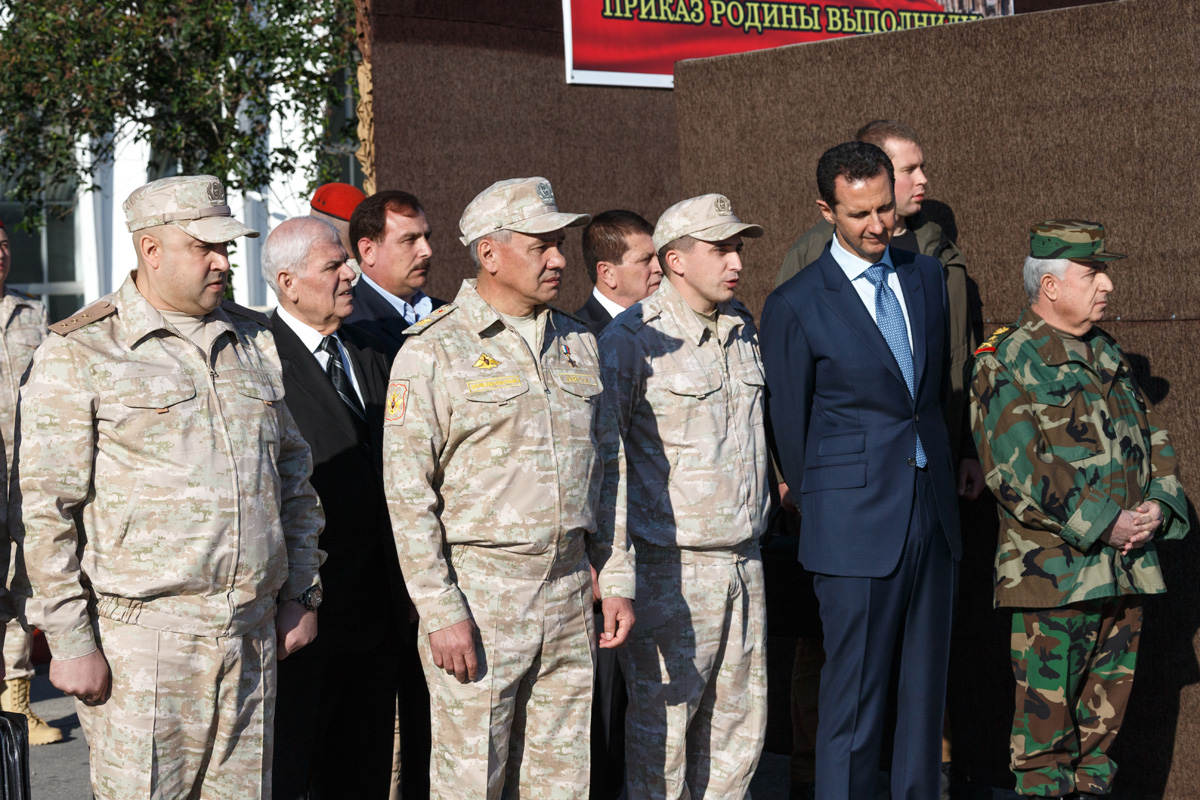
Surovikin (izquierda) con el ministro de Defensa Serguéi Shoigú, Bashar al Assad y el ministro de Defensa sirio Ali Ayyoub en 2017.

El 9 de junio de 2017, fue presentado a los representantes de los medios de comunicación como comandante de la intervención militar rusa en la guerra civil siria desplegadas en Siria. Al parecer, asumió este cargo en marzo de 2017.
En septiembre de 2017, Surovikin fue citado por los medios de comunicación rusos como probable sucesor de Víktor Bóndarev, que el 26 de septiembre fue relevado del cargo de comandante de las Fuerzas Aeroespaciales. Según un informe publicado por RBK Group el 2 de noviembre de 2017 que citaba a una fuente anónima del Ministerio de Defensa, Surovikin había sido nombrado Comandante de las Fuerzas Aeroespaciales, a pesar de sus objeciones iniciales.
A finales de noviembre de 2017, el periódico oficial del ejército ruso el Krásnaya zvezdá informó de que Surovikin había sido nombrado Comandante de las Fuerzas Aeroespaciales mediante un decreto presidencial del 22 de noviembre. La agencia oficial de noticias TASS señaló que Surovikin se convertía así en el primer comandante de armas combinadas de la historia de Rusia y de la Unión Soviética que se ponía al frente de las fuerzas aéreas rusas o soviéticas. El 28 de diciembre fue nombrado Héroe de la Federación de Rusia por su liderazgo del Grupo de Fuerzas en Siria.
Bajo el mando de Surovikin, se logró un importante punto de inflexión en la lucha contra los terroristas. El Gobierno sirio recuperó más del 50% del control de Siria a finales de 2017 tras una serie de exitosas campañas militares. Según los expertos militares, fue Surovikin quien consiguió cambiar el rumbo de la guerra en Siria.
Nuevamente de enero a abril de 2019, Surovikin asumió el cargo de comandante del contingente de las fuerzas militares rusas en Siria. En total, comandó el Grupo de Fuerzas rusas en Siria durante más de un año, lo que supuso un tiempo mayor que el de cualquier otro oficial que ocupara este cargo. Hasta noviembre de 2020, el teniente general Aleksandr Chaiko que superó su duración como comandante de las fuerzas militares rusas en Siria.
En 2021, Surovikin fue ascendido a general del ejército. Al ser uno de los pocos oficiales rusos que alcanzaron tal rango, algunos especularon que podría ser un posible sucesor de Valeri Guerásimov, actual jefe de Estado Mayor de las Fuerzas Armadas de Rusia.

### Invasión rusa de Ucrania

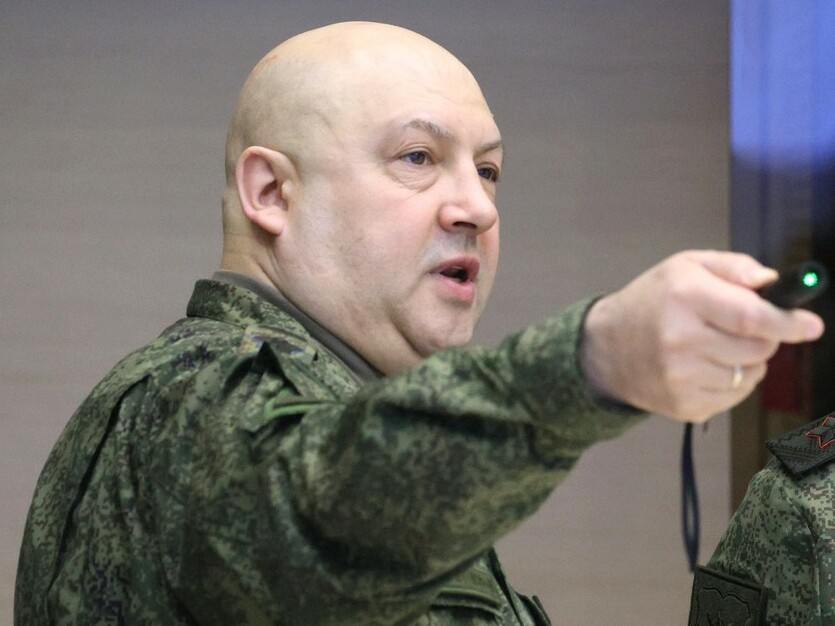
Serguéi Surovikin en diciembre de 2022

En junio de 2022 durante las guerra de Ucrania, Serguéi Surovikin se convirtió en el comandante del Grupo de Ejército "Sur" de las Fuerzas Armadas rusas en la ofensiva del sur de Ucrania. El 8 de octubre, se anunció que será el comandante de todas las fuerzas rusas en Ucrania, sucediendo al coronel general Gennady Zhidko. El 18 de octubre se informó que Sergei Surovikin dijo que "la situación en la zona de la Operación Militar Especial es tensa".
Durante su mando fue responsable de un considerable giro en la estrategia del ejército ruso, retirando sus tropas de la ciudad de Jersón y, sobre todo, construyendo una extensa y profunda línea defensiva en los territorios ocupados, conocida como línea Surovikin, que abarcaba cientos de kilómetros y que incluía extensos campos de minas, trincheras, dientes de dragón, zanjas antitanque, etc. Fue destituido después de la Rebelión del Grupo Wagner.

## Sanciones
En febrero de 2022, Surovikin fue añadido a la lista de sanciones de la Unión Europea por ser «responsable de apoyar y aplicar activamente acciones y políticas que socavan y amenazan la integridad territorial, la soberanía y la independencia de Ucrania, así como la estabilidad o la seguridad en Ucrania».

## Condecoraciones y vida privada
A lo largo de su carrera Surovikin ha recibido la Orden de la Estrella Roja, la Orden al Mérito Militar y la Orden del Coraje en tres ocasiones. Fue galardonado con el título de Héroe de la Federación de Rusia en diciembre de 2017.
Está casado y tiene dos hijas.